# Kommunistische Partei Kanadas (Saskatchewan)
Die Kommunistische Partei Kanadas (Saskatchewan) (englisch Communist Party of Canada (Saskatchewan), CPC (S); französisch Parti communiste du Canada (Saskatchewan), PCC (S)) war der Provinzialverband der Kommunistische Partei Kanadas in Saskatchewan. Sie vertraten einen marxistisch-leninistischen Standpunkt. Zwischen 1943 und 1959 benutzte die Partei den Namen Labor-Progressive Party. Die Partei stellte nach 1986 die Aufstellung von Kandidaten für die Provinzwahlen ein und konzentrierte sich auf außerparlamentarische Aktivitäten. Die Partei löste sich einige Zeit später auf. 

## Geschichte
Die Partei wurde vor den Provinzwahl von 1938 gegründet. Die Partei hat unter ihrer Volksfront „Einheit“ einige Kandidaten nominiert. Die Volksfront „Einheit“ erhielt Unterstützung von der marxistischen Feministin Dorise Nielsen und dem presbyterianischen Pfarrer Walter George Brown. Bei dieser Wahl wurden zwei der Volksfrontkandidaten gewählt. Bauer Herman Kersler Warren wurde im Wahlkreis Bengough gewählt, und Alan Carl Stewart wurde im Wahlkreis Yorkton gewählt. Dies war die einzige Wahl, bei der die Kommunistische Partei Mandate gewinnen konnte. Warren kandidierte nicht zur Wiederwahl; und Stewart trat später der Liberalen Partei Kanadas bei. 1945 wurde der Stadtrat von Saskatoon, Nelson Clarke, zum Vorsitzenden gewählt. Er blieb bis 1957 Vorsitzender. Die Partei stellte bis 1986 weiterhin Kandidaten auf; obwohl das politische Umfeld des Kalten Kriegs es der Partei erschwerte, Unterstützung zu gewinnen. Kimball Cariou war der letzte Vorsitzende der Partei.

## Wahlergebnisse
Ergebnisse bei den Wahlen zur Legislativversammlung von Saskatchewan: 
| Wahl  | Sitze total | Kandi- daten | Gew. Sitze | Stimmen | Anteil |
| ----- | ----------- | ------------ | ---------- | ------- | ------ |
| 1938† | 52          | 5            | 2          | 18.362  | 4,17 % |
| 1944  | 52          | 3            | 0          | 2067    | 0,52 % |
| 1948  | 52          | 1            | 0          | 1301    | 0,26 % |
| 1952  | 53          | 2            | 0          | 1151    | 0,21 % |
| 1956  | 53          | 2            | 0          | 536     | 0,10 % |
| 1960  | 54          | 2            | 0          | 380     | 0,06 % |
| 1964  | 59          | 1            | 0          | 68      | 0,01 % |
| 1971  | 60          | 1            | 0          | 46      | 0,01 % |
| 1986  | 64          | 1            | 0          | 73      | 0,01 % |

†einschließlich Volksfront „Einheit“ kandidaten

## Parteivorsitzende
| Name           | Vorsitz   |
| -------------- | --------- |
| unbekannt      | –1945     |
| Nelson Clarke  | 1945–1957 |
| unbekannt      | 1957–1980 |
| Kimball Cariou | 1980–1986 |